# Meum athamanticum

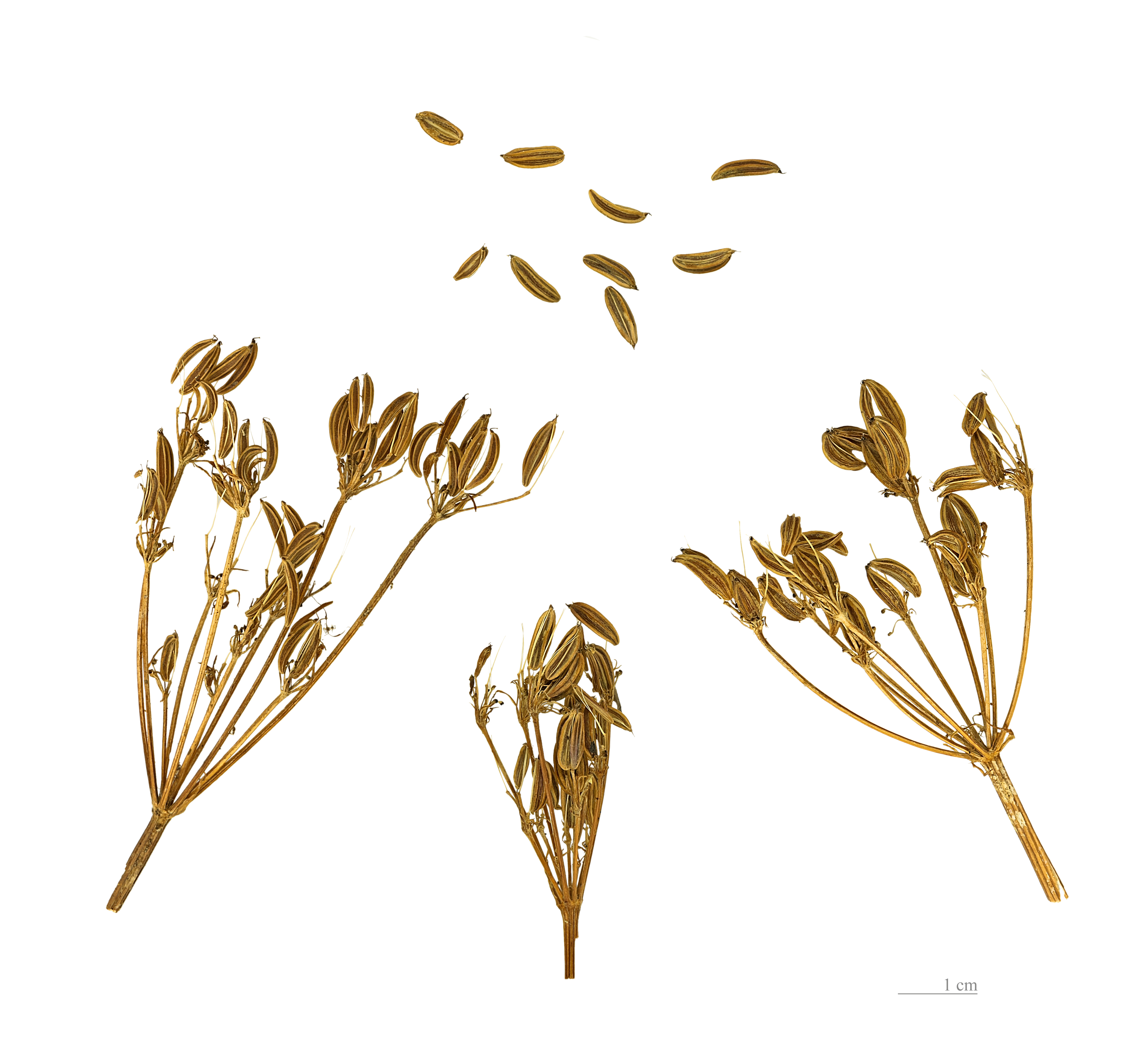
Frutas y semillas

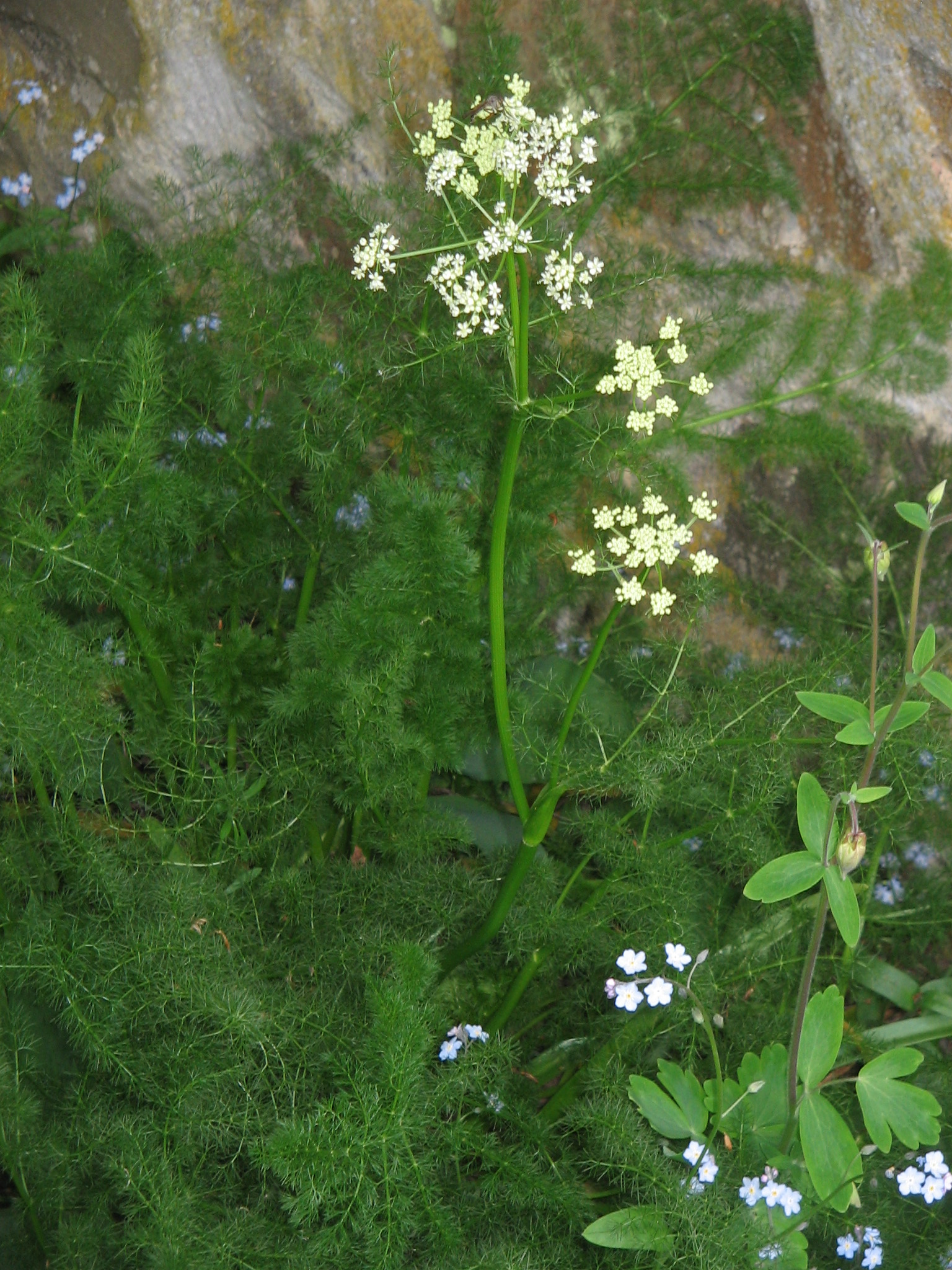
Vista de la planta

Meum athamanticum es una especie de planta glabra muy aromática, planta perenne y la única especie del género monotípico Meum, perteneciente a la familia de las apiáceas.

## Distribución y hábitat
Es una planta de pastizales, que a menudo se encuentra en la piedra caliza, en los distritos montañosos de Europa Occidental y Europa Central, su área de distribución se extiende hasta el sur de la Sierra Nevada de Andalucía y el centro de Bulgaria en los Balcanes. No es una planta muy común en el Reino Unido.

## Historia
El uso medicinal  es viejo, como lo demuestra su presencia en la Capitulare de villis vel curtis imperii, una orden emitida por Carlomagno que reclama a sus campos para que cultiven  una serie de hierbas y condimentos incluyendo "ameun" identificada actualmente como Meum athamanticum.
El curioso nombre vernáculo Baldmoney se dice que deriva del nombre del dios Baldr (mitología escandinava), a la que se dedica la planta.

## Usos
Meum se ha cultivado en Escocia, donde las raíces se comen como un vegetal de raíz. El delicado, follaje plumoso se ha utilizado como condimento y en la preparación de una amplia variedad de remedios caseros como diurético, para controlar la menstruación y problemas uterinos y para tratar el catarro, la histeria y las dolencias de estómago.
El olor de las raíces de Meum tiene mucho en común con los de otros dos medicamentos/comestibles de las umbelíferas: Levisticum officinale y Angelica archangelica, mientras que el sabor aromático de Meum es un poco como Melilotus (que debe su aroma a heno recién cortado a la cumarina) y se comunica a la leche y la mantequilla cuando las vacas se alimentan del follaje esta planta.

## Taxonomía
Meum athamanticum fue descrita por Nikolaus Joseph von Jacquin y publicado en Florae Austriaceae 4: 2.  1776.
Citología
Número de cromosomas de Meum athamanticum (Fam. Umbelliferae) y táxones infraespecíficos: 2n=22
Sinonimia
- Aethusa meum L.
- Aethusa tenuifolium Salisb.
- Athamanta meum L.
- Carum meum Stokes
- Ligusticum meum Crantz
- Meum athamanta Pers.
- Meum nevadense Boiss.
- Selinum meum E.H L.Krause
- Seseli meum Scop.[6]

## Nombre común
- Castellano: cardo-pinillo, comino, eneldo ursino (3), hinojo ursino (5), jarapicos, meo (5), meu (3), meu atamantico, meu athamántico, meyón, meón, perejil de monte (2), pinillo, pinillo oloroso, sestra, siestra, sistra, té purgante, xistra, yerba de la orina (2), zenullo de puerto.(el número entre paréntesis indica las especies que tienen el mismo nombre en España)[7]